# Inger Bjørnbakken
Inger Bjørnbakken, född 28 december 1933 i Bærum i Akershus fylke, död 13 februari 2021, var en norsk alpin skidåkare.
Bjørnbakken, som tävlade för Bærums Skiklub, kom på sjätte plats i olympiska vinterspelen 1956 i Cortina d'Ampezzo och blev världsmästare i slalom under världsmästerskapen i alpin skidsport 1958 i Bad Gastein. Hon deltog även i Olympiska vinterspelen 1960 i Squaw Valley. Under åren 1956–1959 blev hon norsk mästare sju gånger: tre guld i slalom, två i storslalom, ett i störtlopp och ett i alpin kombination. Hon vann Holmenkollen Kandahar fyra gånger i slalom (1955–1958), störtlopp och storslalom 1959 och alpin kombination 1957. Hon tilldelades även Holmenkollenmedaljen, Morgenbladets guldmedalj och Norska sportjournalisternas statyett 1958.